# Ronnie Montrose
Ronald Douglas "Ronnie" Montrose, född 29 november 1947 i Denver, Colorado, död 3 mars 2012 i Brisbane, San Mateo County, Kalifornien, var en amerikansk rockgitarrist. 
Montrose inledde sin karriär som gitarrist åt musiker som Van Morrison, Boz Scaggs, Herbie Hancock, The Beau Brummels, Gary Wright, The Neville Brothers, Dan Hartman, Johnny Winter och Edgar Winter. 1972 grundade han hårdrocksbandet Montrose, där bland annat även sångaren Sammy Hagar ingick. Efter att bandet upplösts 1977 startade Montrose ett nytt projekt som hette Gamma. 1978 debuterade han även som soloartist.

## Diskografi
Soloalbum
- 1978 – Open Fire
- 1986 – Territory
- 1987 – Mean
- 1988 – The Speed of Sound
- 1990 – Diva Station
- 1991 – Mutatis Mutandis
- 1994 – Music from Here
- 1996 – Mr. Bones (video game soundtrack)
- 1999 – Roll Over and Play Live (live, inspelat 1995)
- 1999 – Bearings
- 2017 – 10x10 (inspelat 2003–2017)

Album med Montrose
- 1973 – Montrose
- 1974 – Paper Money
- 1975 – Warner Brothers Presents... Montrose!
- 1976 – Jump On It
- 1987 – Mean
- 2000 – The Very Best of Montrose

Album med Gamma
- 1979 – Gamma 1
- 1980 – Gamma 2
- 1982 – Gamma 3
- 1992 – The Best of Gamma
- 2000 – Gamma 4